# Шульце, Отто (адмирал)
Отто Шульце (нем. Otto Schultze; 11 мая 1884, Ольденбург — 22 января 1966, Гамбург) — немецкий военно-морской деятель, генерал-адмирал (31 августа 1942 года).

## Биография
Родился 11 мая 1884 года в Ольденбурге (Нижняя Саксония). 7 апреля 1900 года поступил в Кайзерлихмарине кадетом. 19 апреля 1901 года произведен в фенрихи, 27 сентября 1903 года — в лейтенанты.
С 1 октября 1905 года служил на броненосном крейсере «Принц Генрих».
В марте—апреле 1906 года совершил плавание в Сидней. С апреля 1906 года навигационный офицер легкого крейсера «Кондор».
С 1 октября 1908 по 31 марта 1909 года и с 1 октября 1909 по 20 сентября 1912 года командир роты 1-й кораблестроительной дивизии, в апреле — сентябре 1909 года вахтенный офицер на линейном корабле «Вюртемберг».
В 1914 году окончил курс Морской академии. 1 июля 1914 года назначен навигационным офицером на броненосный крейсер «Герта».

### Первая мировая война
Участник Первой мировой войны. С 1 августа 1914 года офицер, ведающий расписаниями, на линейном корабле «Кёниг».
С мая 1915 года командир подводной лодки U-4.
В декабре 1915 года назначен командиром строящейся лодки U-63 (вступила в строй в марте 1916). Совершил 6 патрульных плаваний, потопив 52 корабля общим водоизмещением 129 540 тонн.
С 12 декабря 1917 года 1-й офицер Адмирал-штаба командующего подводными лодками в Средиземном море, с 20 января 1918 года командир 1-й флотилии подводных лодок.
За боевые отличия 18 марта 1918 года награждён орденом Pour le Merite (кроме того, имел Железный крест 1-го и 2-го класса). 28 апреля 1918 года получил звание капитан 3-го ранга.

### Служба между мировыми войнами
После демобилизации армии оставлен на флоте. С 8 ноября 1918 года 1-й офицер штаба 4-й разведывательной группы, затем служил в штабах и 6 апреля 1921 года возглавил штаб морских сил на Балтике.
С 3 октября 1921 года начальник командного отдела «Остзее», с 28 февраля 1922 года — начальник 1-го отдела кадрированной дивизии «Остзее».
13 апреля 1923 года командирован в штаб военно-морской станции «Остзее», а 3 июня 1923 года вновь назначен 1-м офицером штаба этой станции. С 29 сентября 1924 года командир 3-го батальона береговой обороны. С 1 октября 1926 года начальник 1-го морского артиллерийского отдела.
3 сентября 1927 года назначен командиром линейного корабля «Эльзас». С 28 сентября 1929 по 26 февраля 1930 года комендант Киля, начальник порта и морской комиссар канала кайзера Вильгельма.
1 апреля 1930 года назначен инспектором военно-морских учебных заведений, но уже 1 октября переведен в торпедную и минную инспекцию, где занимался вопросами разработки нового вооружения.
К моменту прихода НСДАП к власти — контр-адмирал (с 1 апреля 1931 года).
2 октября 1933 года назначен начальником военно-морской станции «Нордзее». 4 октября 1937 года снят с поста и назначен в распоряжение главнокомандующего ВМФ.

### Вторая мировая война
3 августа 1939 года вновь занял тот же пост. 29 ноября 1939 года зачислен в резерв, а 1 марта 1941 года назначен командующим адмиралом во Франции (в подчинении командующего на Западе).
16 августа 1942 года снят с поста с назначением для особых поручений при главнокомандующем ВМФ, а 30 сентября 1942 года уволен в отставку.
Скончался 22 января 1966 года в Гамбурге. Похоронен в пригороде Гамбурга на кладбище Бланкенезе на участке C в могиле № 467. В настоящее время надгробие не сохранилось.

## Награды
- Железный крест (1914) 2-го и 1-го класса (королевство Пруссия)
- Королевский орден Дома Гогенцоллернов рыцарский крест с мечами (королевство Пруссия)
- Pour le Mérite (18.03.1918) (королевство Пруссия)
- Нагрудный знак подводника (1918)
- Крест «За выслугу лет» (за 25 лет беспорочной службы) (королевство Пруссия)
- Орден Заслуг герцога Петра-Фридриха-Людвига рыцарский крест 2-го класса с мечами (великое герцогство Ольденбург)
- Крест Фридриха-Августа 2-го и 1-го класса (великое герцогство Ольденбург)
- Орден Железной короны 3-го класса с воинскими украшениями (Австро-Венгерская империя)
- Крест «За военные заслуги» 3-го класса с воинскими украшениями (Австро-Венгерская империя)
- Медаль Лиакат в серебре с мечами (Османская империя)
- Железный Полумесяц (Османская империя)
- Почётный крест Первой мировой войны 1914/1918 с мечами (1934)
- Медаль «За выслугу лет в вермахте» 4-го, 3-го, 2-го и 1-го класса
- Пряжка к Железному кресту 2-го класса (1939)
- Крест «За военные заслуги» 2-го и 1-го класса с мечами
- Немецкий крест в серебре (31.08.1942)